# 斜土東路
斜土东路是中華人民共和國上海市黃浦區一條東西走向道路，西起斜土路，東至南車站路。全长686米，宽12.8米至25.4米，道路於中華民国3年（1914年）修建，原本为煤屑路面，所以得名煤屑路。中華民国9年（1920年）因馬路上有沪闵南柘长途汽车公司下屬的汽車通行，所以道路成為沪闵南柘路的一部分。1960年因為道路西连斜土路，所以改名斜土東路。